# Reinhard Schaefer
Reinhard Schaefer (* 12. April 1928 in Straubing) ist ein deutscher Arzt und war als Sanitätsoffizier im Dienstgrad Generalarzt zuletzt Generalarzt des Heeres.

## Biografie
Schaefer, Sohn eines HNO-Arztes, wuchs in Straubing auf, absolvierte 1944 das Kriegsabitur und Anfang 1945 den Reichsarbeitsdienst, bevor er bis Kriegsende als Gebirgsjäger diente.
Während der anschließenden britischen Kriegsgefangenschaft bis Oktober 1948 erkrankte er an Typhus, Cholera und Malaria. Nach der Rückkehr nahm er an einem Sonderlehrgang für Spätheimkehrer teil und holte in Ansbach das reguläre Abitur nach. Wie auch sein Vater, Großvater und Urgroßvater nahm er das Studium der Humanmedizin auf. Von 1949 bis 1955 studierte er an der Ludwig-Maximilians-Universität München. Die Promotion erfolgte an der Münchner Universitätsfrauenklinik.
1958 trat er in die Bundeswehr ein, absolvierte an der Heeresoffizierschule III in München die Grundausbildung und im Anschluss den Einweisungslehrgang für Sanitätsoffiziere an der Sanitätstruppenschule des Heeres. Es folgte die Weiterbildung zum Facharzt für Chirurgie, bevor er die Verwendung als Truppenarzt in Munster antrat. In Folge war er ab 1963 Kompaniechef der Sanitätslehrkompanie in Munster, ab 1965 stellvertretender Kommandeur des Sanitätsbataillons 2, von 1971 an Brigadearzt der Luftlandebrigade 25 in Calw, ab 1974 Referent in der Inspektion des Sanitäts- und Gesundheitswesens im BMVg, ab 1978 Divisionsarzt der 1. Panzergrenadierdivision in Hannover und ab 1980 Korpsarzt beim III. Korps in Koblenz. In seiner letzten militärischen Verwendung war er von 1985 bis zu seiner Zurruhesetzung 1988 als Generalarzt des Heeres in Köln stationiert.
Schaefer ist verheiratet und Vater zweier Kinder. Sein Sohn, Burkard Schaefer, ist ebenfalls Humanmediziner und Sanitätsoffizier im Rang eines Oberstabsarztes. Er lebt in Rheinbach-Wormersdorf.